# Исабаев, Касымбек
Касымбе́к Исаба́ев (1912, аул Кок-Су, Копальский уезд, Семиреченская область, Туркестанский край, Российская империя — 22 ноября 1979 года, Талды-Курганская область, Казахская ССР) — бригадир полеводческой бригады совхоза «Кара-Чок» Талды-Курганской области, Казахская ССР. Герой Социалистического Труда (1957).

## Биография
Родился в 1912 году в крестьянской семье в ауле Кок-Су Копальского уезда. С 1946 года трудился бригадиром тракторной бригады Калининской МТС Талды-Курганской области. С 1955 года — бригадир тракторно-полеводческой бригады совхоза «Кара-Чок» Талды-Курганской области.
В 1956 году бригада под его руководством получила в среднем с каждого гектара в среднем по 17,5 центнеров зерновых на участке площадью 3500 гектаров. По окончании уборочной бригада засеяла 1500 гектаров озимых при плане 650 гектаров, обработав 3900 гектаров зяби при плане 2700 гектаров.
Указом Президиума Верховного Совета СССР от 11 февраля 1957 года удостоен звания Героя Социалистического Труда за «выдающиеся успехи, достигнутые в работе по освоению целинных и залежных земель, и получение высокого урожая» с вручением ордена Ленина и золотой медали «Серп и Молот» (№ 6975).
После выхода на пенсию проживал в Талды-Курганской области.

## Награды
- Герой Социалистического Труда
- Орден Ленина
- Орден «Знак Почёта» (19.04.1967)